# فرانچسکا بنولی
فرانچسکا بنولی (به انگلیسی: Francesca Benolli) ژیمناست زادهٔ ۲۶ اوت ۱۹۸۹ میلادی اهل کشور ایتالیا است.